# Гарріс Тауншип (округ Сентер, Пенсільванія)
Гарріс Тауншип (англ. Harris Township) — селище (англ. township) в США, в окрузі Сентр штату Пенсільванія. Населення — 5913 особи (2020).

## Демографія
Згідно з переписом 2010 року, у селищі мешкали 4873 особи в 1985 домогосподарствах у складі 1433 родин. Було 2148 помешкань
Расовий склад населення:
| - 94,2 % — білих - 1,9 % — чорних або афроамериканців - 1,9 % — азіатів - 0,1 % — корінних американців |

До двох чи більше рас належало 1,5 %. Частка іспаномовних становила 1,7 % від усіх жителів.
За віковим діапазоном населення розподілялося таким чином: 22,5 % — особи молодші 18 років, 62,2 % — особи у віці 18—64 років, 15,3 % — особи у віці 65 років та старші. Медіана віку мешканця становила 44,8 року. На 100 осіб жіночої статі у селищі припадало 95,0 чоловіків;  на 100 жінок у віці від 18 років та старших — 93,4 чоловіків також старших 18 років.
Середній дохід на одне домашнє господарство  становив 111 954 долари США (медіана — 96 375), а середній дохід на одну сім'ю — 117 186 доларів (медіана — 106 031). Медіана доходів становила 75 114 долари для чоловіків та 50 873 долари для жінок. За межею бідності перебувало 9,5 % осіб, у тому числі 27,7 % дітей у віці до 18 років та 0,0 % осіб у віці 65 років та старших.
Цивільне працевлаштоване населення становило 2720 осіб. Основні галузі зайнятості: освіта, охорона здоров'я та соціальна допомога — 40,8 %, мистецтво, розваги та відпочинок — 16,0 %, науковці, спеціалісти, менеджери — 14,5 %.